# أدب السجون

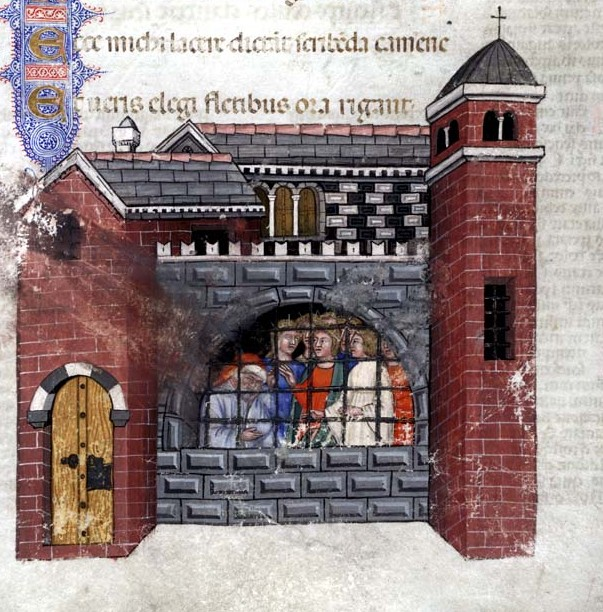
كتب بوثيوس عزاء الفلسفة في السجن عام 524 (الصورة من 1385 مخطوط يعود لسنة 1385).

```
أدب السجون
 هو نوع أدبي يصف الأدب المكتوب عندما يكون الكاتب مقيد في مكان ضد إرادته، مثل السجن أو الإقامة الجبرية، ويمكن أن تكون الأدبيات حول السجن، أو عن مرحلة قبله، أو مكتوبة أثناء إقامة الكاتب في السجن وإما أن يكون مذكرات أو قصصي أو محض خيال. 
```

## التاريخ
بعض أبرز الأمثلة التاريخية من أدب السجون كتاب بوثيوس  عزاء الفلسفة (524 م) الذي وصف بأنه «أكثر أمثلة  أدب السجون إثارة في العالم على الإطلاق.» لم يجدماركو بولو الوقت والإلهامللكتابة  عن رحلاته إلى الصين إلا بعد عودته وإيداعه في سجن جنوا من 1296-1299. دانتي أليغييري (1265-1321) كتب رائعته  (الكوميديا الإلهية) في السنوات الأخيرة من منفاه بعيدا عن حبيبته في مدينة فلورنسا. ميغيل دي سرفانتس كان أسيرا على سفينة بين 1575 و 1580 الفترة التي كانت  مصدر إلهام بالنسبة لهروايته دون كيشوت (1605). السير والتر رالي جمع  المجلد الأول نت كتابه  تاريخ العالم، في غرفة احتجاز في برج لندن ، لكنه كان فقط قادرا على إكمال المجلد 1 قبل إعدامه.  جون بنيان كتب رحلة الحاج  (1678) أثناء وجوده في السجن. كما قام مارتن لوثر بترجمة العهد الجديد إلى الألمانية في حين احتجز في قلعة  فارتبورغ. الماركيز دي ساد كتب بغزارة خلال فترة 11 عاما في سجن الباستيل ، أنجز فيها 11 روايه، 16 قصة قصيرة، مجلدين من اليوميات و 20 مسرحية.
في الأدب العربي:
كتب الأدباء العرب الكثير من الكتب عن فترات اعتقالهم وسجنهم و خاصة في سجون الاستبداد الشرقي والاحتلال الإسرائيلي، من مثل:
- شرف[4]- صنع الله إبراهيم - سجون عبد الناصر.
- شرق المتوسط - عبد الرحمن منيف.
- طيور العتمة - ماجد سليمان
- تلك العتمة الباهرة - الطاهر بن جلون
- تجربتي في سجن النساء - نوال السعداوي .
- العصفور الأحدب - محمد الماغوط .
- القوقعة[5] - مصطفى خليفة - عن سجن تدمر العسكري في الثمانينات.
- 300 يوم في إسرائيل[6] - خيري الذهبي - عن سجن عتليت في اسرائيل .
- بالخلاص يا شباب - ياسين الحاج صالح[7] - سجون الاسد في التسعينات.

- راوية أمير الظل: مهندس على الطريق - عبد الله البرغوثي